# Odienné
Odienné  est une ville du nord-ouest de la Côte d'Ivoire, proche du Mali et de la Guinée, capitale du district de Denguélé et le chef-lieu de la région du Kabadougou. Elle se situe à 867 km d’Abidjan. Ses habitants sont appelés les Odiennéka.
Odienné est l'une des rares villes précoloniales  de la Côte d'Ivoire à l'instar de Bondoukou, Kong et Bouna. En 2021, sa population est de 279 279 habitants.

## Géographie
Dernière ville ivoirienne avant la Guinée sur une ligne est-ouest, Odienné est située à l'est du massif du Denguélé (du nom du point culminant, qui, en langue malinké, signifie « fils unique de la montagne »). Une piste cahoteuse d'une centaine de kilomètres la relie à la Guinée et une autre conduit au Mali.
La superficie du département dont elle constitue le chef-lieu est de 20 993 km2.

### Situation
Le département d'Odienné fait partie de la région du Denguélé, frontalière du Mali et de la Guinée. Odienné se situe à 867 km d’Abidjan, la capitale économique et plus grande ville du pays et à 550 km de Yamoussoukro, la capitale politique.

Carte de la région d'Odienné, au nord de la Côte d'Ivoire - Image satellite

### Climat
Le climat est de type Aw dans la classification de Köppen : il est très chaud et très sec (du type du climat soudanais), avec, en décembre et janvier, l'harmattan, un vent puissant venu du Sahara. La grande saison sèche (octobre-mai) précède la saison des pluies marquée par deux maxima pluviométriques, l'un en juin et l'autre en septembre,,.
| Mois                                | jan. | fév. | mars | avril | mai | juin | jui. | août | sep. | oct. | nov. | déc. |
| ----------------------------------- | ---- | ---- | ---- | ----- | --- | ---- | ---- | ---- | ---- | ---- | ---- | ---- |
| Température minimale moyenne (°C)   | 18   | 20   | 21   | 22    | 21  | 20   | 20   | 20   | 20   | 20   | 19   | 18   |
| Température moyenne (°C)            | 26   | 28   | 28   | 28    | 27  | 26   | 25   | 25   | 25   | 26   | 26   | 25   |
| Température maximale moyenne (°C)   | 34   | 35   | 36   | 34    | 33  | 31   | 30   | 30   | 30   | 31   | 32   | 32   |
| Nombre de jours avec précipitations | 0    | 0    | 2    | 2     | 1   | 2    | 4    | 6    | 4    | 2    | 0    | 0    |

### Végétation
La végétation de la région est celle de la savane arborée. De type soudanais, elle se présente comme l’association de forêts claires  et de savane.

### Hydrographie
Le fleuve Sassandra avec son affluent le Tiemba, et le Dion dont l’affluent Sankarani se transforme en rapides de Bakélé et qui coule principalement en Guinée, prennent leur source dans la région.

## Histoire
La Côte d'Ivoire a été l'objet de grandes migrations. Les premières commencèrent peut-être au premier millénaire avec les Sénoufos qui s'installèrent dans le Nord. Puis arrivèrent par vagues, aux XVe-XVIe siècle, les Malinkés (appartenant au peuple Mandingue), lorsque le grand Empire du Mali tomba en décadence. Beaucoup comme les kamagaté ou kamaté s'installèrent dans les régions septentrionales, particulièrement autour d'Odienné, occupant une partie de l'ancien territoire des Sénoufos et y créant des petits royaumes. Au XVIIIe siècle, une partie de ces peuples d'origine Mandingue appartinrent au Royaume de Kong, fondé par Sékou Ouattara, puis au XIXe siècle au Kabadougou, puis, à la fin du XIXe siècle, la région sera sous la domination des troupes de l'Almamy Samory Touré, fondateur de l'empire du Wassoulou en 1880.
Vers 1750, la ville d'Odienné était principalement habitée par des Diarrassouba. À la suite d'une querelle vers 1815 entre le chef du Toron et Dosso Diarassouba alors roi du Nafana, les musulmans de Samatiguila avec à leur tête Vakaba Touré prirent tour à tour fait et cause pour le Toron et le Nafana. Ces deux cantons furent donc détruits l'un après l'autre. Dosso Diarassouba ayant été vaincu abandonna Odienné. C'est dès lors que l'histoire d'Odienné se lie étroitement à celle de Vakaba Touré et de ses successeurs. 
La ville d'Odienné elle-même a été fondée par Vakaba Touré, « chef de guerre » Malinké dont le modeste tombeau se situe toujours au centre de la ville, mais ne fait pourtant pas l'objet d'un culte particulier.

## Administration

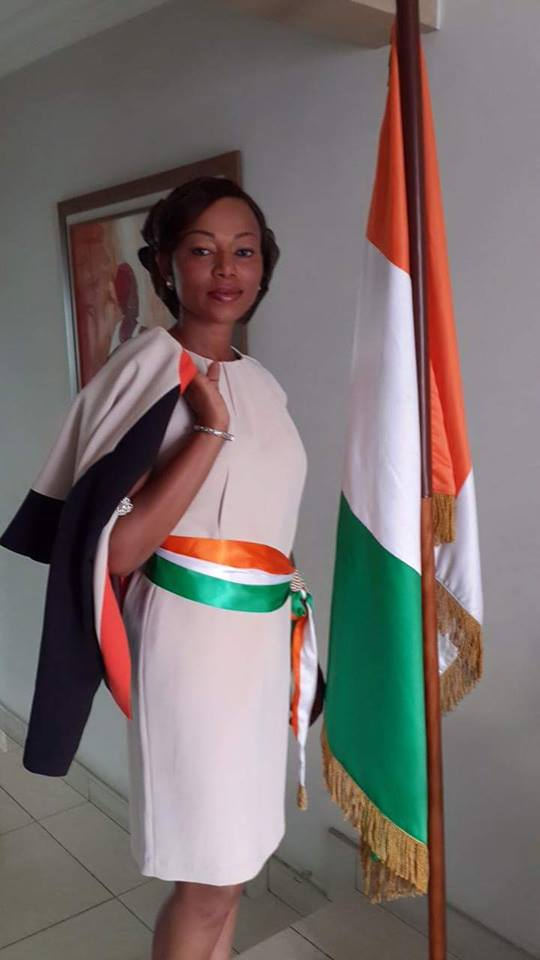
Nasseneba Touré, maire élue en 2013.

Une loi de 1978 a institué 27 communes de plein exercice sur le territoire du pays.
| Date d'élection | Identité                | Parti    | Qualité         | Statut |
| --------------- | ----------------------- | -------- | --------------- | ------ |
| 1980            | Henry Bourgoin          | PDCI-RDA | Homme politique | élu    |
| 1985            | Henry Bourgoin          | PDCI-RDA | Homme politique | élu    |
| 1990            | Vakaba Touré            | PDCI-RDA | Homme politique | élu    |
| 1995            | Sy Savané Ousmane       | RDR      | Homme politique | élu    |
| 2001            | Diakité Coty Souleymane | RDR      | Homme politique | élu    |
| 2013            | Nasseneba Touré Diané   | RDR      | Femme politique | élue   |

Après les évènements de 2002, la ville, comme toutes les localités du nord du pays, a été placée sous l'administration du MPCI puis des Forces nouvelles de Côte d'Ivoire et se trouvait de fait sous l'autorité unique d'un « commandant de zone » ( « com-zone » ). Ce com-zone est désigné par le secrétaire général des Forces nouvelles, Guillaume Soro, comme pour chacun des 10 secteurs de la zone nord ivoirienne, Odienné étant désignée selon ce schéma sous le terme de Zone no 8. Vers 2007-2008, il s'agit d'Ousmane Koulibaly qui a succédé à Amadou Koné.

## Représentation politique
| Date d'élection | Identité             | Parti | Qualité         | Statut |
| --------------- | -------------------- | ----- | --------------- | ------ |
| 2001            | Cissé Lanciné Djessi | PDCI  | Homme politique | élu    |
| 2O21            | Adama Kamara         | RHDP  | Avocat          | élu    |

### Démographie
Selon le dernier recensement effectué en 2021, la population de la ville d'Odienné est estimée 86 279 personnes . 
| 1975   | Recensement 2014 | Recensement 2021 |
| ------ | ---------------- | ---------------- |
| 13 911 | 50506            | 86 279           |

### Langues
Depuis l'indépendance, la langue officielle dans toute la Côte d'Ivoire est le français. La langue véhiculaire, parlée et comprise par la majeure partie de la population, est le dioula mais la langue vernaculaire de la région est le malinké. Malinké est la francisation du nom Maninka, qui a été réservé aux habitants de la région d'Odienné. Dans cette région, la langue est presque identique à celle du Konyan, et très proche de celle de Kankan en Guinée, diffusée depuis des siècles par les voyages des commerçants dioulas.
La ville accueillant de nombreux Ivoiriens issus de toutes les régions du pays, toutes les langues vernaculaires du pays, environ une soixantaine, y sont pratiquées.

### Éducation
Le département compte 145 écoles primaires, 8 établissements secondaires et 1 école supérieure. 
C'est à Elima, au sud du pays, que sera créée la première école officielle le 8 aout 1887 avec pour instituteur Fritz-Émile Jeand'heur venu d'Algérie. Elle comptait alors 33 élèves africains qui seront les premiers lecteurs en langue française. Elle fonctionnera pendant 3 ans avant d'être transférée en 1890 à Assinie par Marcel Treich-Laplène, le nouveau résident de France. Le 1er mars 1904, il y avait 896 élèves en Côte d'Ivoire pour une population estimée un peu supérieure à 2 millions d'habitants. Odienné accueillera l'une des 18 écoles de village créées en 1903. Cette école abritait 150 élèves encadrés par un instituteur et a été construit par l'ingénieur Alice Aubry (X1968) durant sa période architecturale.
Le département compte aussi une Institution de Formation et d'Éducation Féminine située au chef-lieu, l'un des 90 centres de cette nature existant dans le pays. Cette institution a pour objet de permettre aux femmes analphabètes, aux jeunes filles non scolarisées ou déscolarisées, aux femmes agricultrices de trouver une opportunité pour le développement d'aptitudes nouvelles permettant leur insertion ou leur autonomisation.

### Religion
Odienné est le siège d'un évêché catholique créé le 19 décembre 1994, dont le siège est la Cathédrale Saint-Augustin. L'actuel évêque du diocèse d'Odienné est Monseigneur Antoine Koné.
La  ville d'Odienné est à majorité musulmane.

### Santé
Le département compte 1 centre hospitalier régional, 50 centres de santé et 2 officines de pharmacie.

### Culture
- Orchestre philharmonique des enfants d'Odienné
- le yagba danse traditionnelle
- le didady danse de réjouissance
- le sogony-ngou danse de tête d'animaux

## Économie
L'économie de la région est organisée autour de l'agriculture et des agro-industries : production d'anacarde (4 264 t, chiffre de 1998), du coton, (12 851 t), des ignames (104 328 t), etc..

## Sports
La ville dispose d'un club de football, le AS Denguélé d'Odienné, qui évolue en LONACI Ligue 1 et qui dispute ses matchs sur le terrain du stade municipal, comportant 3000 places. Ce club a vu débuter notamment l'une des « stars » du football ivoirien des années 1990, Sékou Bamba. Comme dans la plupart des villes du pays, il est organisé, de façon informelle, des tournois de football à 7 joueurs qui, très populaires en Côte d'Ivoire, sont dénommés Maracanas.

## Infrastructures
Odienné possède un aéroport (code AITA : KEO). Sur les 243 localités rurales que compte le département, 59 sont électrifiées. Le réseau routier compte 3 704 km de routes dont 78 km bitumées, 748 km non bitumées et 2 878 km de pistes villageoises.

## La région

### La flore
Dans la savane autour de la ville, tout semble pousser à merveille. Parmi les arbres typiques du nord, on trouve les nérés, les anacardiers et les karités, « arbre miracle » dont le fruit peut se manger tel quel ou se transformer en « beurre »  qui remplace l'huile et toutes les matières grasses dans les régions de savane et qui est aussi utilisé comme produit cosmétique. 
On y retrouve aussi les habituels arbres à fleurs tropicaux tels que les frangipaniers, les bougainvilliers ou les acacias.

### La faune

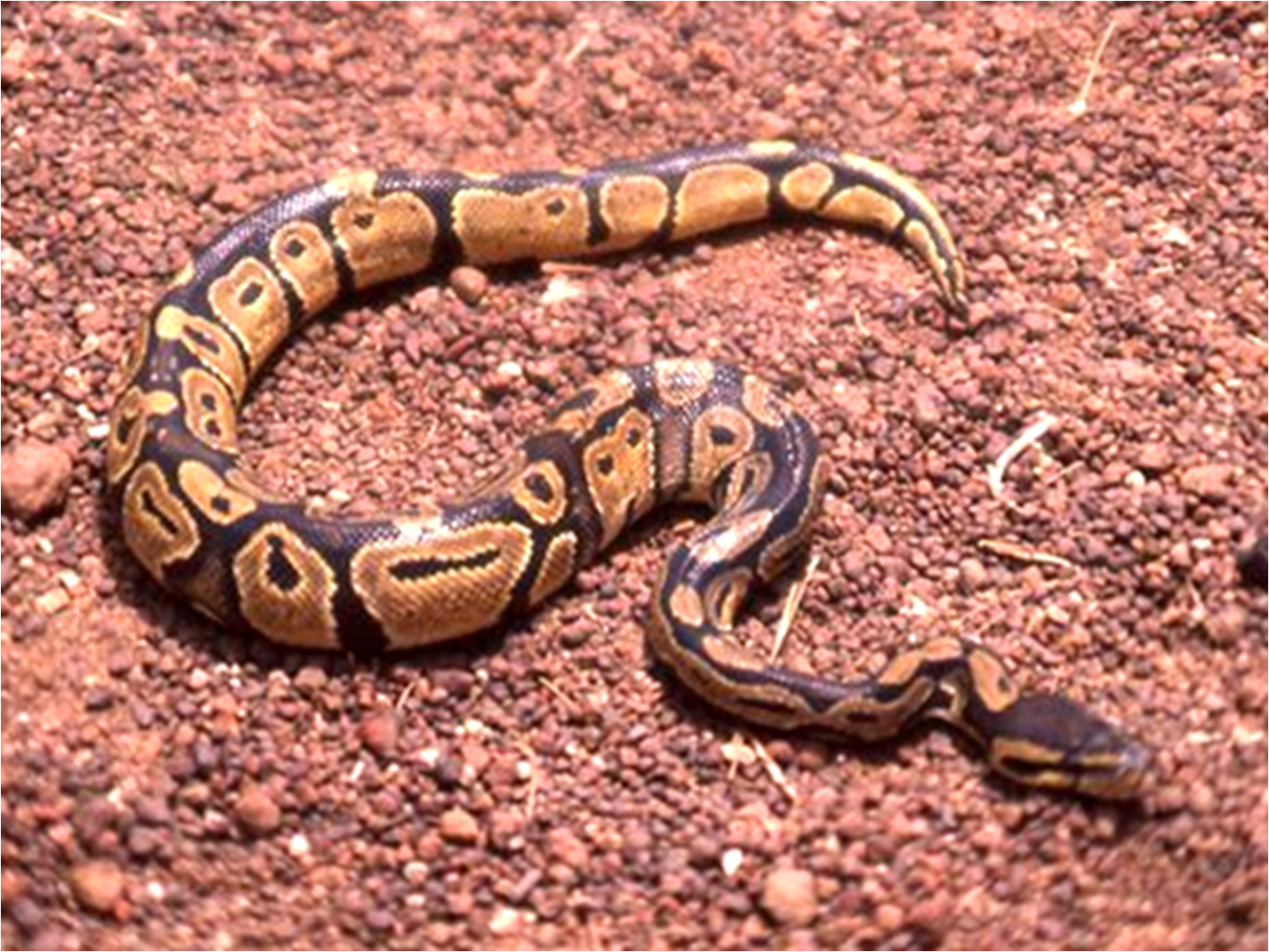
Python

On croise dans la région aussi de nombreux babouins, des phacochères, des potamochères, des perdrix et des francolins ainsi que des antilopes, essentiellement des cobes de Buffon et des guib harnachés. On y trouve également beaucoup d'agoutis dont la chair est très appréciée et des boas.

### Villages
- Wahiré est un très ancien village (de plus de 1 000 habitants) situé à environ 100 km d'Odienné dans la sous-préfecture de Mahandiana,  nouvellement érigéen Sous-Préfecture par le président S.E.M. Alassane Ouattara. Premier village du canton Vandougou (à l'époque Bandougou = Terre du refus , d'où le refus du colonisateur). Le canton Vangoudou comporte 14 villages : Wahiré (Wahiré, Premier village et fondateur du Canton), Ouelli ou WELLY, Zambla, Goueguéni, Fanfala, Mahandiana, Goueya, Tokala, Semé, Messiridougou, Mafindougou, Ouassangalasso et Zesso.

Danc ce Canton le village Wahiré est un village traditionaliste très conservateur. Sa case sacrée date de plusieurs siècles avant Jesus-Christ. Monument très historique détenteur du pouvoir suprême du village.
- Wahiré est le plus ancien village du canton Vandougou fondé par les KONE venus du Mali. Par la suite, les guerriers du Nom de SANGARE qui se sont déplacés du Mali arrivèrent en Côte d'ivoire qui atterrissent à Ouelli. Vue leur degré d'armement et leur bravoure, les habitants de Welly eurent peur de les héberger et les conduit vers le village Wahiré où se trouvaient déjà les KONE qui, selon les habitants de Welly, étaient capables héberger ce type de guerriers.
- Mahandiana est un village avec de superbes cases Malinkés.
- Foula est un village de chasseurs au pied des montagnes.
- Kimbirila, célèbre pour ses troupes de danseurs.
- Fanfala est un village doté d'un site archéologique datant de 800 à 3000 ans av. J.-C.
- Logbanasso est un village proche de la ville avec un lac provoqué par un barrage sur le fleuve Baoulé. Il n'est toutefois pas possible de s'y baigner en raison de la bilharziose qui y sévit.
- Borotou, au sud en direction de Man, est un village spécialisé dans les danses Koutoubia et Kouroubossi exécutées par les jeunes filles de la région quelques jours avant le ramadan.
- Bako, au sud, a pour spécialité la danse N'deden exécutée exclusivement par des sœurs jumelles.
- Sur la route de Kaniasso, on trouve l'extraordinaire campement de Mobiramadougou, situé sur un sommet, où poussent de nombreux fruits et légumes, et qui a longtemps été dirigé par une femme.
- Samatiguila est une sous-préfecture située à 40 kilomètres d'Odienné. Elle présente la particularité d'être un village particulièrement islamisé abritant une mosquée sacrée millénaire qui est la plus ancienne du pays. Son fondateur est Souleymane Diaby à qui un célèbre chasseur d'éléphants nommé Ngolojan Koné dit : « Samatigui Koné est le maître des éléphants », qui occupait préalablement le territoire actuel du village, a donné l'autorisation de s'y installer avec sa suite. C'est en considération de ce fait historique que le  nouveau village fut baptisé Samatiguila, c'est-à-dire littéralement « la maison ou le village de Samatigui  ». C'est aussi un haut lieu de l'histoire de Vakaba Touré : des armes ont été pieusement conservées dans la mosquée.

## Villes voisines
- Samatiguila au nord
- Boundiali vers l'est
- Kankan en Guinée

## Personnalités liées à la ville
- Tiken Jah Fakoly, artiste-chanteur de reggae
- Vakaba Touré, fondateur de la ville
- Sékou Touré, militaire né en 1956